# Vălenii de Munte
Vălenii de Munte é uma cidade da Romênia com 13.898 habitantes, localizada no judeţ (distrito) de Prahova.